# Neolophonotus circus
Neolophonotus circus là một loài ruồi trong họ Asilidae. Neolophonotus circus được Londt miêu tả năm 1988. Loài này phân bố ở vùng nhiệt đới châu Phi.